# Jean-Loup Rousseau
Pour les articles homonymes, voir Rousseau.
Jean-Loup Rousseau, né le 27 mars 1970, est un footballeur français, international tahitien, des années 1990. Il évoluait au poste de milieu de terrain.

## Buts en sélection
| Buts en sélection de Jean-Loup Rousseau | Buts en sélection de Jean-Loup Rousseau | Buts en sélection de Jean-Loup Rousseau | Buts en sélection de Jean-Loup Rousseau | Buts en sélection de Jean-Loup Rousseau | Buts en sélection de Jean-Loup Rousseau                          |
| #                                       | Date                                    | Lieu                                    | Adversaire                              | Résultats                               | Compétitions                                                     |
| --------------------------------------- | --------------------------------------- | --------------------------------------- | --------------------------------------- | --------------------------------------- | ---------------------------------------------------------------- |
| 1                                       | 9 octobre 1992                          | Papeete, Polynésie française            | Îles Salomon                            | 4-2                                     | Qualifications pour la Coupe du monde 1994                       |
| 2                                       | 17 novembre 1995                        | Honiara, Îles Salomon                   | Îles Salomon                            | 1-0                                     | Coupe d'Océanie de football 1996 (demi-finale aller)             |
| 3                                       | 11 mai 1996                             | Papeete, Polynésie française            | Îles Salomon                            | 2-1                                     | Coupe d'Océanie de football 1996 (demi-finale retour)            |
| 4                                       | 21 juin 1997                            | Sydney, Australie                       | Îles Salomon                            | 1-1                                     | Qualifications pour la Coupe du monde 1998                       |
| 5                                       | 4 octobre 1998                          | Brisbane, Australie                     | Fidji                                   | 2-4                                     | Coupe d'Océanie de football 1998 (match pour la troisième place) |
| 6                                       | 4 octobre 1998                          | Brisbane, Australie                     | Fidji                                   | 2-4                                     | Coupe d'Océanie de football 1998 (match pour la troisième place) |
| 7                                       | 23 juin 2000                            | Papeete, Polynésie française            | Vanuatu                                 | 2-3                                     | Coupe d'Océanie de football 2000 (1er tour)                      |

## Palmarès
| - Polynésie française - Coupe d'Océanie - Finaliste : 1996. - Quatrième : 1998 - Premier tour : 2000. |